# Haasts arend
Haasts arend (Hieraaetus moorei) was een reusachtige roofvogel uit Nieuw-Zeeland die nu uitgestorven is. Deze krachtig gebouwde vogel had een spanwijdte van 2,6 meter en joeg op moa's, waarbij zijn grote klauwen diep in de prooi werden gedreven. Mogelijk joeg hij ook op mensen. De Haasts arend joeg in de bossen en had dan ook - in verhouding tot zijn lichaam - korte, brede vleugels ontwikkeld om zijn grote lijf tussen de bomen en takken te manoeuvreren. Met een gewicht van tegen de achttien kilogram had het dier een enorme vleugelbelasting, ideaal voor een duikvlucht. Nadat de moa door de mens was uitgeroeid, stierf ook Haasts arend uit (circa 1400). De soort is goed bekend uit skeletten. DNA-onderzoek wijst uit dat Hieraaetus nauw verwant was aan Aquila-soorten.

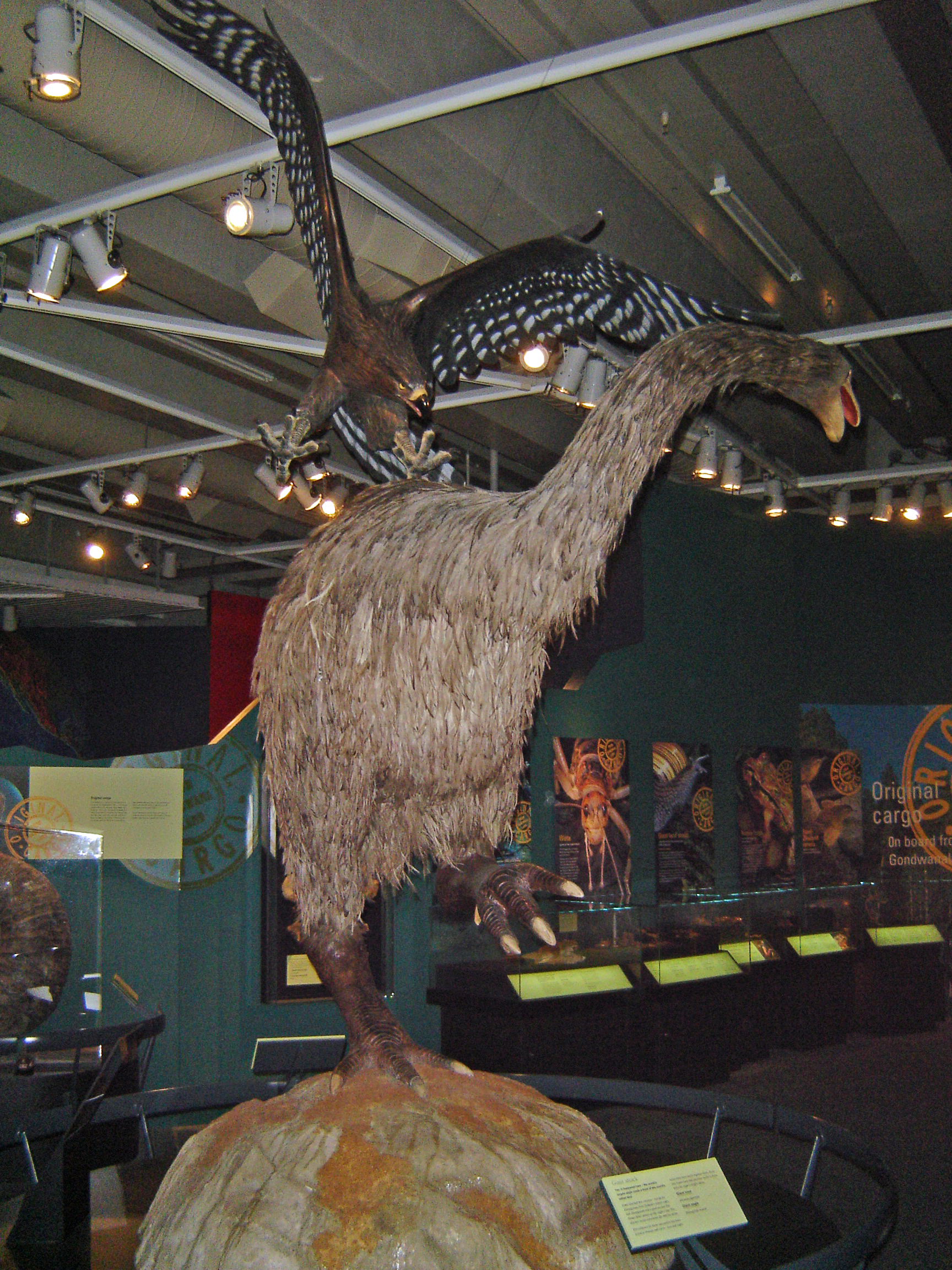
Een model van toeslaande Haasts arend

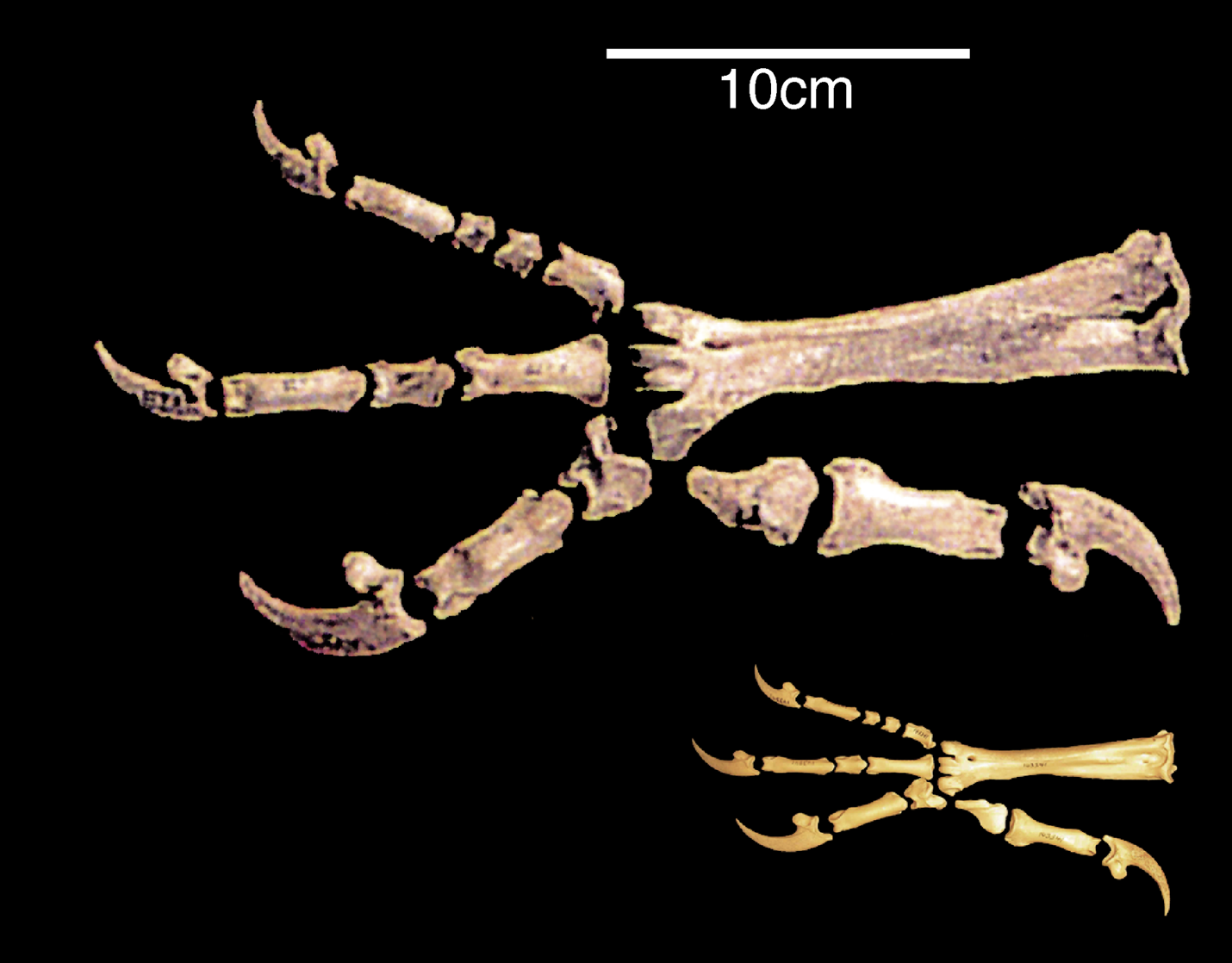
Boven de klauw van een Haasts arend en onder die van een Australische dwergarend (Hieraaetus morphnoides)